# ADCP

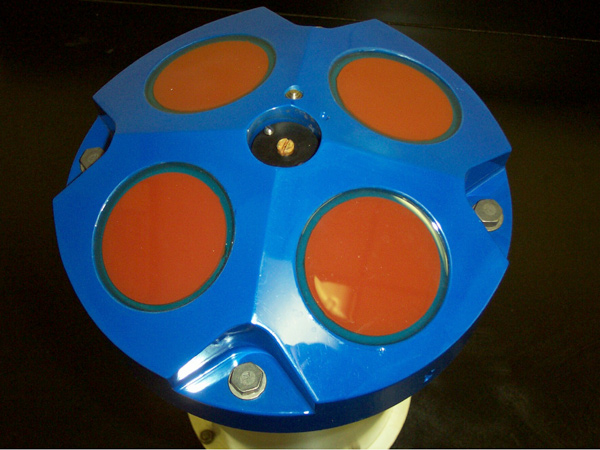
Perfilador acústico de correntes por efeito Doppler (ADCP) com quatro transdutores.

ADCP (do inglês, acoustic Doppler current profiler) é um perfilador hidroacústico de correntes que mede a velocidade de partículas na coluna de água a partir de um princípio físico de propagação de ondas sonoras conhecido como efeito Doppler. Esse tipo de equipamento é capaz de obter perfis de velocidade de correntes em toda a coluna de água ou em apenas uma faixa específica de profundidades.[carece de fontes?] O perfilador acústico de correntes por efeito Doppler (mais conhecido pela sigla ADCP) é bastante empregado em oceanografia para medir correntes em estuários e no oceano, incluindo os ambientes nerítico e pelágico. Em limnologia, o ADCP é empregado para medir a velocidade de corrente em rios.

## Histórico
O ADCP começou a ser fabricado após a Segunda Guerra Mundial em San Diego, Califórnia (Estados Unidos) entre as décadas de 1970 e 1980.[carece de fontes?] Sua comercialização foi iniciada em 1982 quando dois amigos se juntaram e formaram a empresa RD Instruments.[carece de fontes?] Ambos eram vinculados à Universidade de San Diego e se chamavam Fran Rowe e Kent Deines. Inicialmente, o ADCP foi comercializado para auxiliar pesquisas oceanográficas na área de oceanografia física.

## Princípio de funcionamento
O ADCP foi criado com o intuito de medir a velocidade e direção das correntes através da emissão de sinais sonoros de alta frequência (entre 75 kHz e 3 MHz) recebidos com frequências diferentes mediante o efeito Doppler. De uma maneira geral, a velocidade de uma partícula na coluna de água pode ser calculada da seguinte maneira:
{\displaystyle F_{D}=2F_{s}\times {\frac {v}{c}}}
onde: {\displaystyle F_{D}} é a mudança na frequência de transmissão da onda sonora, {\displaystyle F_{s}} é a frequência de transmissão da onda sonora, {\displaystyle v} é a velocidade relativa entre fonte e alvo e {\displaystyle c} é a velocidade de propagação do som.
Para a captação de dados, o equipamento emite sinais sonoros em determinada frequência que é escolhida em função da profundidade a ser alcançada. As ondas sonoras refletem nas partículas em suspensão na coluna de água (por exemplo, plâncton e partículas de sedimento) - que estão em movimento junto com a corrente - e retransmitem o sinal para o equipamento. A diferença entre a frequência emitida e aquela recebida pelo equipamento chama-se deslocamento de Doppler. Essa diferença se dá justamente pela presença de partículas em suspensão, que ao receberem o sinal diminuem a velocidade da frequência de retorno da onda sonora. É através dessa mudança de frequência que o equipamento calcula a velocidade e a direção das partículas que se deslocam junto com a água.

## Aplicações
Há algumas maneiras em que o ADCP pode ser utilizado para a coleta de dados. Isso vai depender da finalidade do estudo e do volume de recursos financeiros disponíveis. Por ser um instrumento com grande versatilidade, o ADCP pode ser utilizado de diversas formas em campo (por exemplo, acoplado ao casco de uma embarcação ou fundeado na coluna de água do oceano). A escolha do equipamento depende da profundidade de perfilamento de correntes que precisa ser alcançada. Com os resultados desse perfilamento hidroacústico é possível determinar muito mais do que apenas a velocidade e direção das correntes. Os dados coletados pelo ADCP têm sido aplicados em outras áreas da oceanografia, como migração vertical de zooplâncton e localização de cardumes de estoques pesqueiros.[carece de fontes?]

### Fixo em uma estrutura à meia água
Neste caso, o ADCP é fixado a uma estrutura com poitas e boias oceanográficas, de modo a ficar suspenso a meia água. Os transdutores do equipamento podem emitir sinais sonoros em direção ao fundo oceânico ou à superfície do mar, dependendo da direção para a qual eles apontam. Esse tipo de abordagem é empregado quando há o intuito de coletar informações de longo prazo, pois pode-se deixar o ADCP no mar por longos períodos de tempo (meses ou até anos). Periodicamente é necessário fazer a manutenção do equipamento, substituindo sua bateria e baixando os dados armazenados em sua memória.

### Fixo à superfície
Neste caso, o ADCP é fixado na base de uma boia oceanográfica (por exemplo, boia do tipo ATLAS) com os transdutores apontando para baixo. Com base nessa aplicação, pode-se construir séries temporais de perfilamento de correntes da superfície até o fundo ou até a capacidade de penetração da onda hidroacústica do ADCP.

### Fixo em uma embarcação
Neste caso, geralmente o ADCP é fixado ao casco de uma embarcação (por exemplo, navio oceanográfico). Alternativamente, também pode-se fixá-lo na proa ou nos bordos da embarcação mediante o uso de uma estrutura auxiliar. Esses métodos são empregados quando o intuito é fazer perfilamento de correntes em períodos curtos e específicos (por exemplo, cruzeiro oceanográfico de inverno ou verão).[carece de fontes?] Essa abordagem também é muito utilizada situações de oportunidade, como em diferentes estágios de maré, fases da lua, eventos de chuva extrema, etc.[carece de fontes?] O uso da estrutura auxiliar para fixação nos bordos permite a utilização do ADCP em embarcações temporariamente alugadas ou arrendadas para fins de pesquisa, como por exemplo barcos de pesca, lanchas ou embarcações de turismo. Em navios oceanográficos, por estar permanentemente fixo ao casco da embarcação, geralmente o ADCP é usado em todos os cruzeiros oceanográfico independente do objetivo da campanha. Assim, ele é usado para fazer perfilamento de correntes ao longo de toda o trajeto da embarcação.

### Fixo ao fundo
Neste caso, o ADCP é fixado a uma estrutura com poitas no leito do corpo de água. Os transdutores do equipamento emitem sinais sonoros em direção à superfície da coluna de água. Esse tipo de abordagem é empregado com o mesmo intuito de quando é utilizado fixo a uma boia oceanográfica. Porém, ele fica submerso ao invés de visível na superfície. Isso ajuda a evitar furto do equipamento ou perda devido a condições meteorológicas adversas na superfície.

### Relação entre frequência e profundidade
A profundidade de alcance de perfilamento do ADCP é uma forma de definir o tipo de equipamento que será usado em um corpo de água. Essa afirmação é válida porque o som emitido em uma determinada frequência é capaz de atingir uma determinada profundidade com uma determinada potência. Na tabela abaixo é possível observar essas relações.
| Frequência (kHz) | Profundidade alcançada (m) | Potência (W) |
| ---------------- | -------------------------- | ------------ |
| 78,6             | 700                        | 250          |
| 153,6            | 400                        | 250          |
| 307,2            | 120                        | 80           |
| 614,1            | 60                         | 30           |
| 1228,8           | 25                         | 15           |

Sendo assim, é necessário um mínimo conhecimento prévio da área de estudo antes de selecionar o equipamento com a frequência ideal para a coluna de água onde será feito o perfilamento de correntes.

### Uso do ADCP em diferentes áreas da oceanografia
As aplicações do ADCP não se limitam apenas à medição de correntes em estudos de oceanografia física. O equipamento também pode ser utilizado para aplicação em outros tipos de estudo. Por exemplo, ele pode ser usado para determinar a concentração de material particulado em suspensão (MPS) na coluna de água. Além disso, perfis de ADCP podem contribuir para a identificação de feições oceanográficas (como formação de ressurgência e vórtices) e processos oceanográficos (como distribuição larval e produção primária).[carece de fontes?] Em estuários, o ADCP pode ser utilizado para investigar a estratificação vertical de salinidade na coluna de água.

## Aspectos positivos e negativos da utilização do ADCP
Assim como qualquer outro instrumento, a utilização do ADCP tem seus pontos positivos e negativos. Alguns desses pontos são abordados a seguir.

### Aspectos positivos
1. O ADCP proporciona um avanço tecnológico muito grande aos estudos de correntes
2. Mostra-se um instrumento extremamente eficaz na medição da velocidade das correntes e obtenção de perfis verticais
3. Tem um alcance de até 1000 m de profundidade[carece de fontes?]
4. É capaz de medir correntes de baixa intensidade ou correntes residuais
5. Registra a velocidade de corrente em diversos níveis de profundidade simultaneamente, enquanto correntômetros registram corrente em apenas um nível de profundidade
6. É eficiente para estudos em áreas portuárias e estuarinas
7. Pode ser aplicado em estudos liminológicos, como hidrodinâmica de rios e reservatórios
8. Auxilia nos estudos de dispersão larval e de material particulado em suspensão

### Aspectos negativos
1. Quando o ADCP é configurado para fazer medições em pequenos intervalos de tempo (por exemplo, uma medida por segundo), sua bateria esgota-se mais rapidamente;
2. Fatores como organismos marinhos ou bolhas geradas em águas turbulentas podem contribuir para uma medição incorreta da velocidade de corrente
3. Equipamentos fundeados por longos períodos podem sofrer incrustação de organismos bentônicos (por exemplo, algas, cracas e ostras), prejudicando as medições de corrente
4. Quando o ADCP é utilizado em águas muito claras, ou seja, com baixa concentração de material particulado em suspensão, a frequência emitida pode não atingir uma quantidade de partículas suficiente para gerar resultados confiáveis
5. Há uma pequena deficiência em medir correntes em águas muito rasas
6. Quando utilizado na superfície, a condição de mar agitado dificulta o registro de correntes
7. Quando o ADCP é utilizado no limite da profundidade especificada pelo fabricante do equipamento, as correntes medidas perdem precisão devido ao aumento do erro na leitura